# Hemerodromia orientalis
Hemerodromia orientalis är en tvåvingeart som beskrevs av Meijere 1911. Hemerodromia orientalis ingår i släktet Hemerodromia och familjen dansflugor. Inga underarter finns listade i Catalogue of Life.